# Draconarius pseudocapitulatus
Draconarius pseudocapitulatus är en spindelart som beskrevs av Wang 2003. Draconarius pseudocapitulatus ingår i släktet Draconarius och familjen mörkerspindlar. Inga underarter finns listade i Catalogue of Life.